# Garnisonsregementet i Göteborg
Garnisonsregementet i Göteborg  var ett svenskt värvat infanteriregemente som verkat under många namn och som sattes upp i Göteborg 1721 av Bengt Ribbing, som också var dess förste chef. Regementet ingick i Västgötafördelningen av armén.

## Bakgrund

### Historia

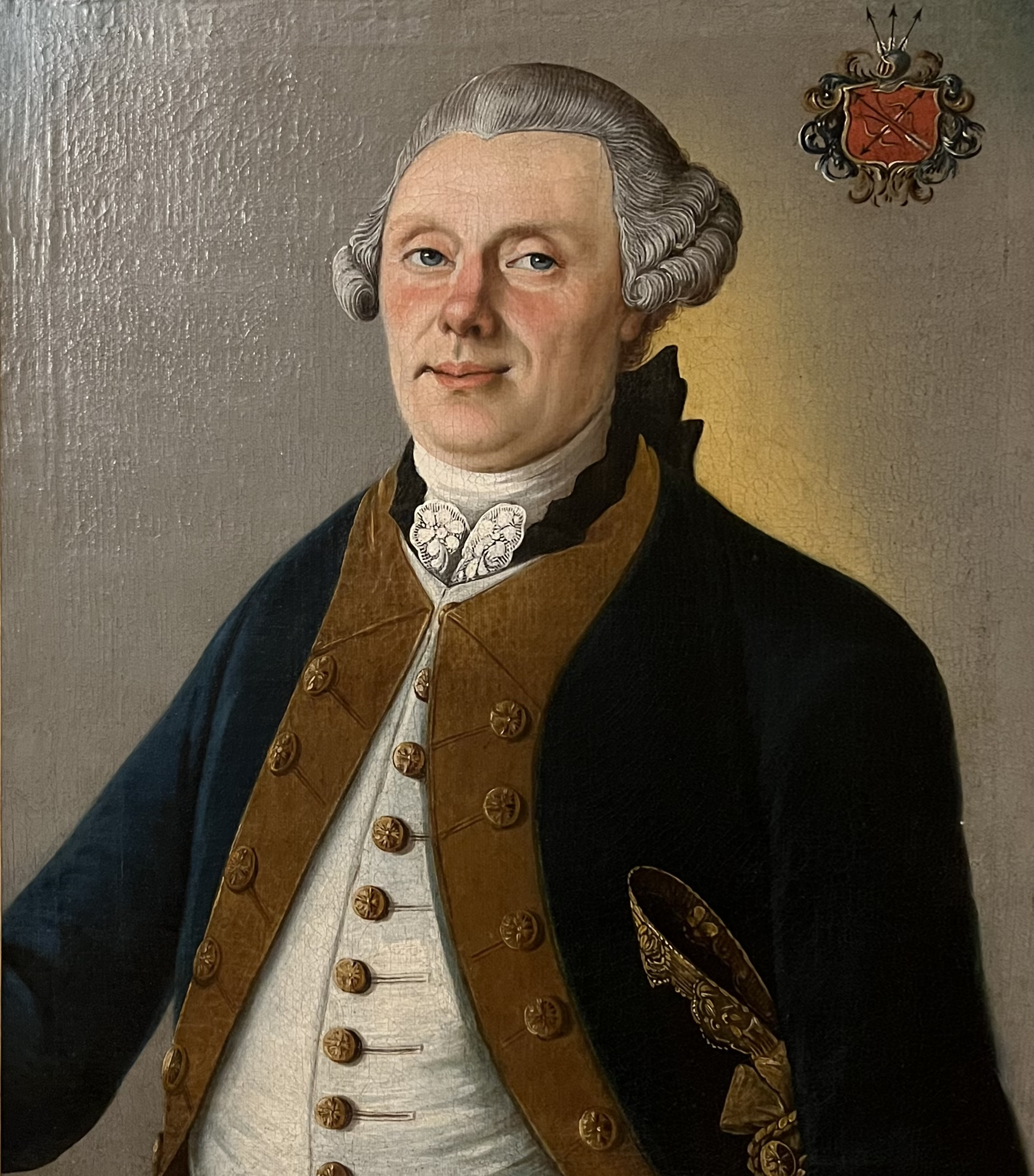
Stabskapten, sedermera major, Vilhelm Mauritz Planting-Gyllenbåga iklädd uniform m/1765 för regementet. Under armen syns även en trekornshatt. Porträttet målades omkring 1770 av Jonas Dürchs.

Regementet organiserades 1721 med Västgöta tremänningsinfanteriregemente som stomme. Dess förste regementschef var generalmajor Bengt Ribbing. Det bestod från 1723 av åtta kompanier och var förlagt till Göteborg.
Regementet deltog vid några av Sveriges krig under 1700-talet, de första blev Hattarnas ryska krig då man kommenderades till Finland 1742. Åren 1751–1762 deltog regementet vid bygget av fästningen Sveaborg utanför Helsingfors. Regementet deltog även i pommerska kriget.
Under Gustav III:s ryska krig 1788–1790 förlades regementet återigen till krigsskådeplatsen i Finland, och man deltog bland annat i slaget vid Svensksund. Under slaget var regementet placerat ombord på Bohuseskadern av Arméns flotta. Nio av regementets soldater tilldelades För tapperhet till sjöss för sina insatser. Två av regementets officerare dödades vid detta slag: löjtnanten Johan August Rydingsvärd och fänriken Bror Carl Tallberg. Under regementets frånvaro från Göteborg sköttes dess uppgifter främst av Göteborgs borgerskaps militärkårer.
Vid ett flertal tillfällen detacherades soldater ur regementet och skickades till den svenska kolonin Saint-Barthélemy i Västindien. Bland annat sändes 1794 tjugofyra (24) man utrustade i uniform m/1792 till ön.
Soldater ur regementet deltog 1799 vid det Björnbergska brännvinskriget, då det Björnbergska huset på Norra Hamngatan 6 plundrades och förstördes av en uppretad folkmassa. De fåtal soldater som fanns tillhands kunde först inte hindra plundringen, men sedan förstärkning erhållits kunde folkmassan tryckas tillbaka och stoppas.
År 1799 kunde regementet även flytta in i den då nyuppförda kasern som Göteborgs borgerskap hade uppfört. Denna kasern kallades Borgerskapets kasern, och togs 1801 över av Göta artilleriregemente. Slutligen revs den 1908. Regementets siste chef var fältmarskalken Curt Bogislaus von Stedingk. När nedläggningen skedde 1801 uppgick de kvarvarande delarna i Göta artilleriregemente.

### Styrka
Under det fjärde kvartalet 1793 uppgick regementets styrka till följande:
- Officerare: 30
- Underofficerare: 39
- Spel: 17
- Manskap: 778

### Regementspastorer

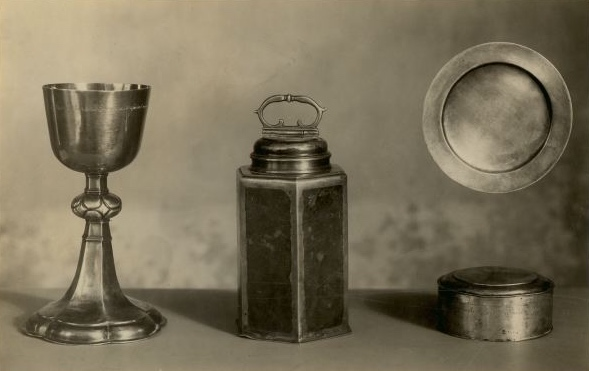
Regementets nattvardskärl, nu i Göteborgs stadsmuseums samlingar. (1924).

Vid regementet fanns en utsedd regementspastor som ansvarade för själavården inom regementet, och som höll gudstjänst varje söndag samt firade högtider i Garnisonskyrkan (som då låg i Kronhuset). Regementspastorn anordnade även vigslar och begravningar inom regementet. Regementspastorn var även kyrkoherde i Göteborgs garnisonsförsamling. Följande personer var pastorer vid regementet;
- 1721-1728: Lars Ahlman
- 1728-1731: Magnus Wallenstedt
- 1731-1736: David Mummel
- 1736-1746: Olof Boman
- 1746-1758: Petrus Strömbom
- 1759-1780: Anton Grimbeck
- 1780-1793: Fredrik Adolf Silvander
- 1793-1801: Måns Christian Mummel[5]

### Framstående personer vid regementet
- Johan Henrik Hästesko, stabsfänrik vid regementet, och dömd till döden för sin inblandning i Anjalaförbundet under Gustav III:s ryska krig.
- Adolph Peter von Sietmann, förare vid regementet som erhöll tapperhetsmedaljen Svensksundsmedaljen i silver efter Slaget vid Svensksund. Han erhöll även För tapperhet till sjöss samma år.[6]
- Herman Ulrik af Dittmer, löjtnant vid regementet, som erhöll tapperhetsmedaljen Svensksundsmedaljen i guld efter Slaget vid Svensksund.[7]
- Axel Ennes, kapten vid regementet, som erhöll tapperhetsmedaljen Svensksundsmedaljen i guld efter Slaget vid Svensksund.[8]
- Gustaf Insenstierna, löjtnant vid regementet som erhöll tapperhetsmedaljen Svensksundsmedaljen i guld efter Slaget vid Svensksund.[9]
- Carl Johan Krusell, kapten vid regementet som erhöll tapperhetsmedaljen Svensksundsmedaljen i guld efter Slaget vid Svensksund.[10][11]
- Carl-Gustaf Planting-Gyllenbåga, kapten vid regementet, ombord på Kanonslupen nr 101, erhöll tapperhetsmedaljen Svensksundsmedaljen i guld efter Slaget vid Svensksund [12]
- Arvid David Hummel - auditör vid regementet 1796.

### Bilder

Regementets kompanifana från 1720-talet.
Kompanifana från 1755.
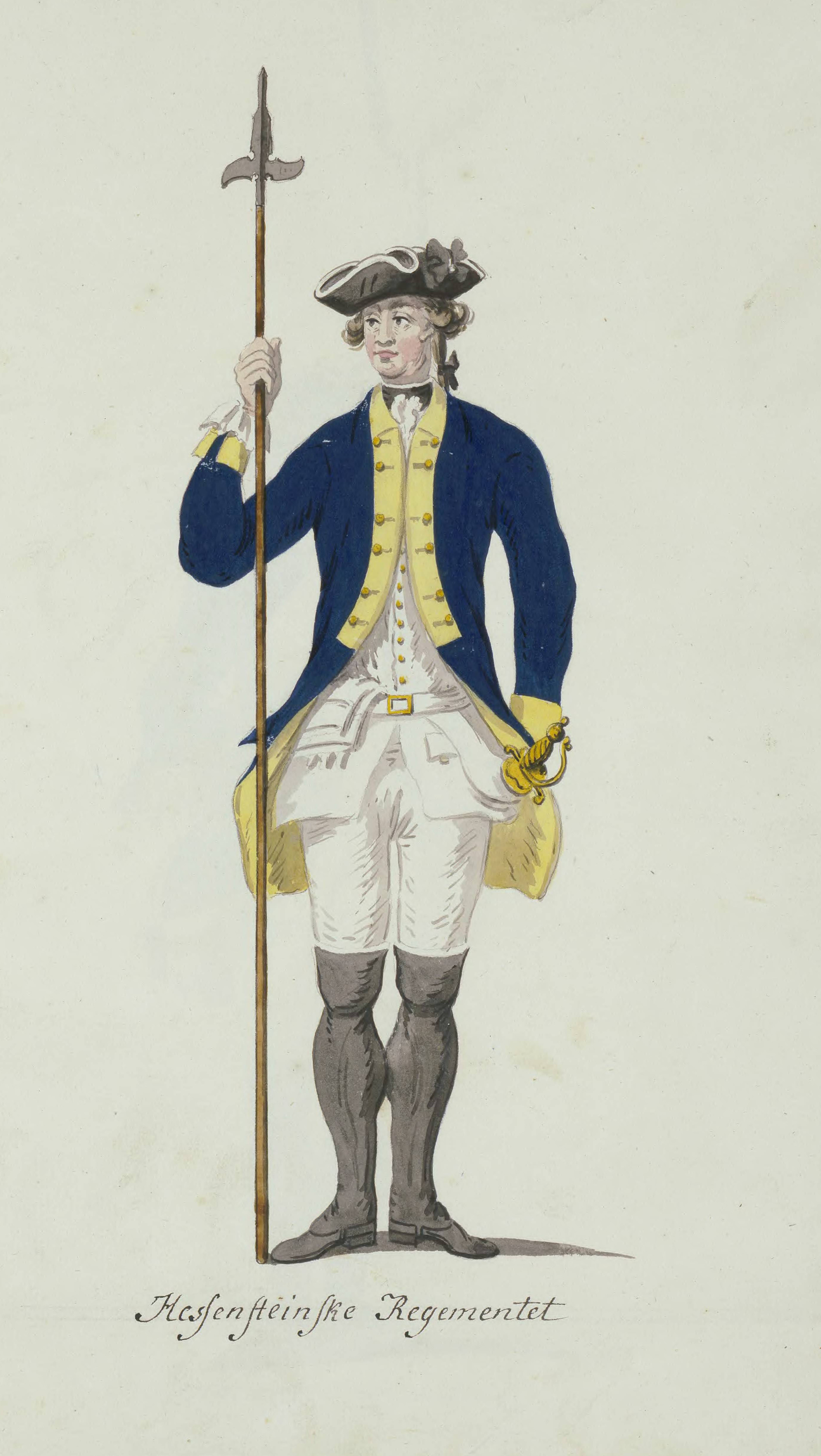
Uniform m/1765 för officer vid regementet
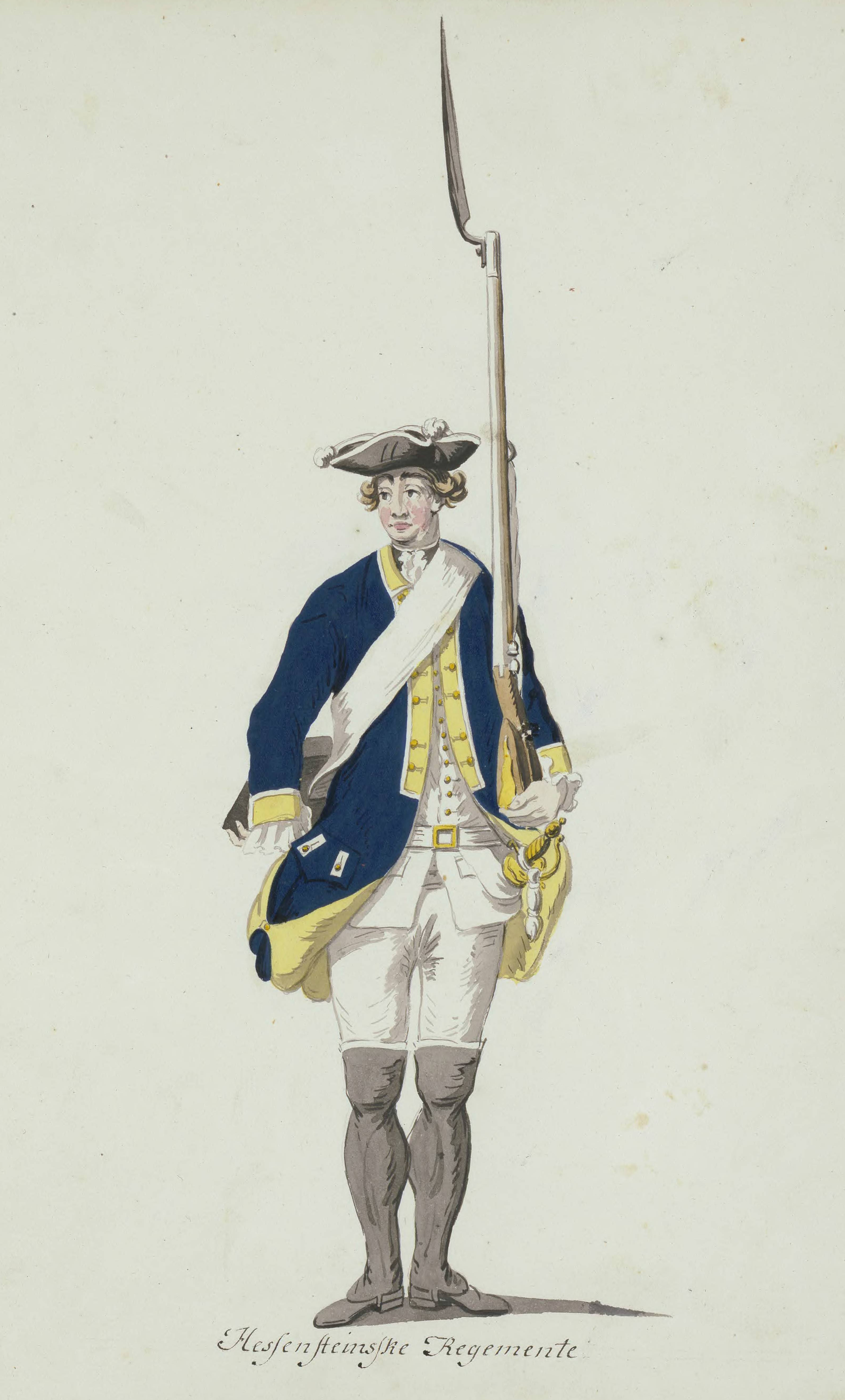
Uniform m/1765 för manskap vid regementet.
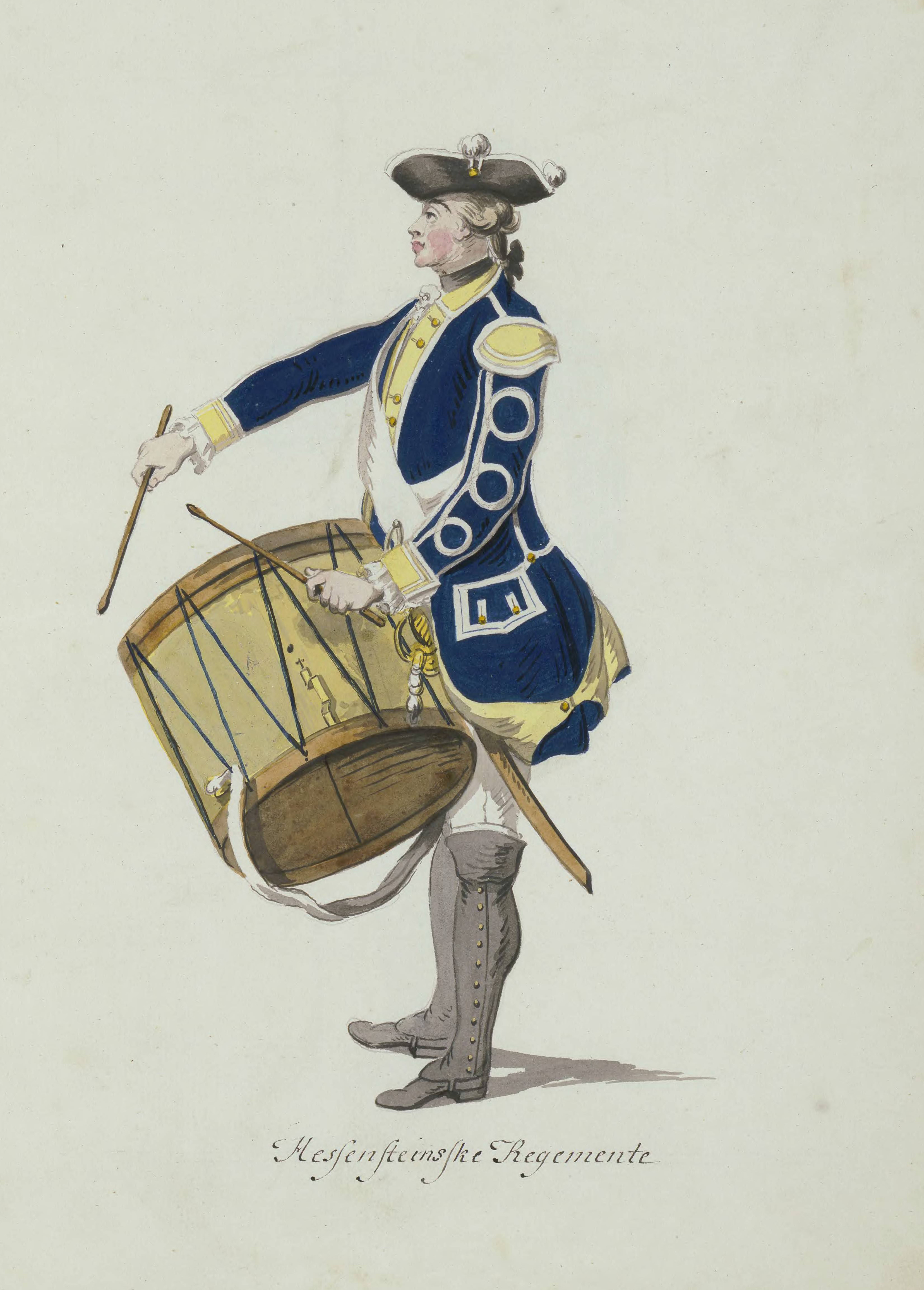
Uniform m/1765 för trumslagare vid regementet.
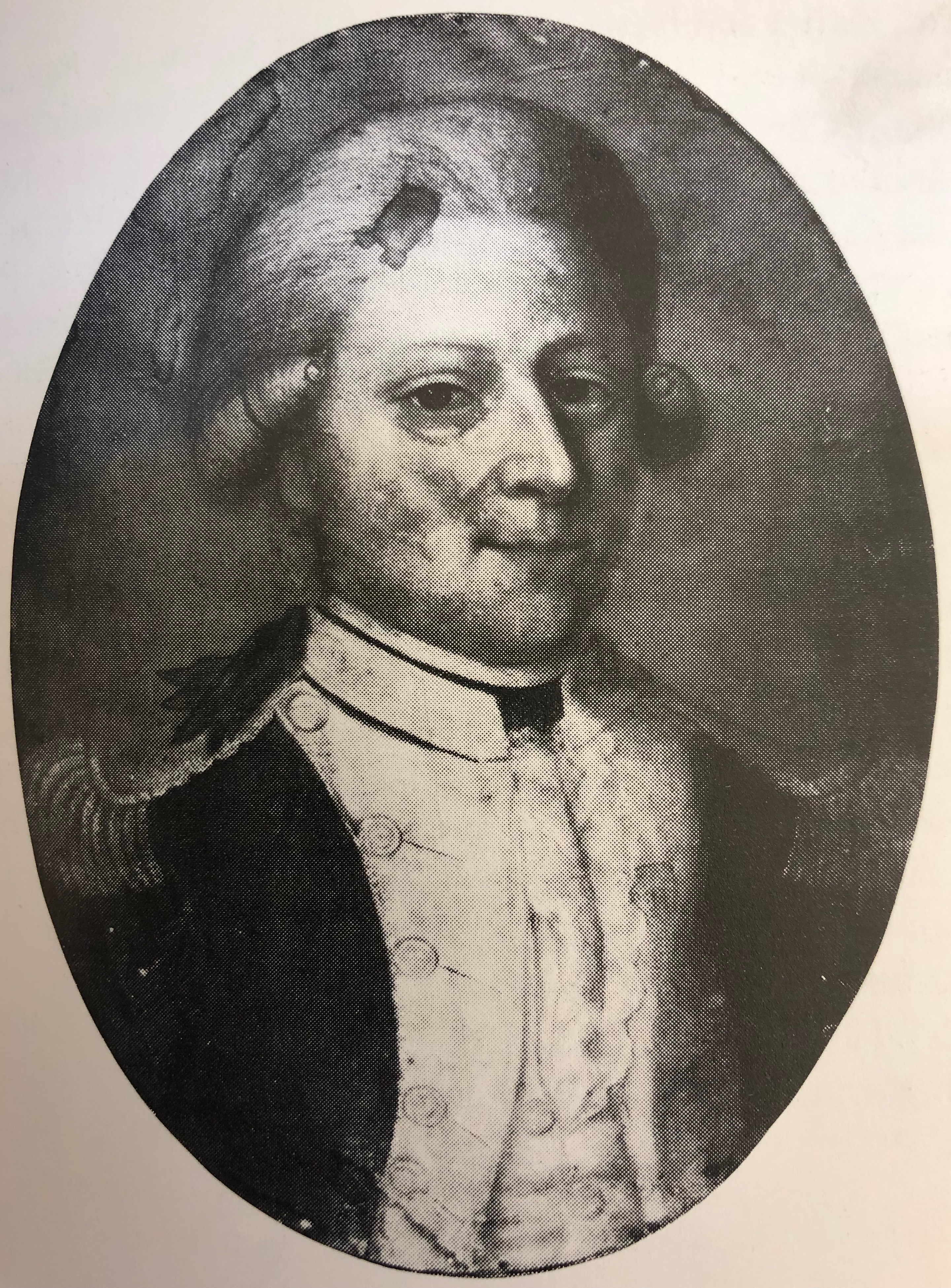
Porträtt av kapten vid regementet iklädd uniform m/1792, man kan även se Svensksundsmedaljen på bröstet. Målning av okänd. Anges som Carl Magnus Krussell, men visar troligen hans son Carl Johan Krussel som var kapten vid regementet

## Förbandschefer
- 1721–1730: Bengt Ribbing
- 1730–1747: Daniel Johan Zander
- 1747–1769: Carl Edvard von Hessenstein
- 1769–1774: Hans Gustaf Gyllengranat
- 1774–1785: Hugo Herman von Saltza
- 1785–1789: Carl Adam Wachtmeister
- 1789–1801: Curt von Stedingk

## Namn, beteckning och förläggning
Regementena fick under 1700-talet oftast namn efter sin överste, varför regementet över tid ändrade namn. Nedan syns en sammanställning på det namn regementet officiellt hade under sin verksamma tid.